# 印度細喉盤魚
印度異齒喉盤魚（学名：Pherallodus indicus），又名印度細喉盤魚、跳海仔，为喉盤魚科細喉盤魚屬下的一个种。分布於中西太平洋區，包括日本、台灣、印尼、東加等海域，體長可達3公分，屬底棲性魚類，生活在珊瑚礁及岩石區。